# ISO 3166-2:AL
ISO 3166-2:AL is een ISO-standaard met betrekking tot de zogenaamde geocodes. Het is een subset van de ISO 3166-2 tabel, die specifiek betrekking heeft op Albanië.
De gegevens werden tot op 27 november 2015 geüpdatet op het ISO Online Browsing Platform (OBP). Hier worden 12 prefecturen -  county (en) / comté (fr) / qark (sq) - gedefinieerd.
Volgens de eerste set, ISO 3166-1, staat AL voor het land, het tweede gedeelte is een tweecijferige code.

## Codes
| Code  | Naam        |
| ----- | ----------- |
| AL-01 | Berat       |
| AL-02 | Durrës      |
| AL-03 | Elbasan     |
| AL-04 | Fier        |
| AL-05 | Gjirokastër |
| AL-06 | Korçë       |
| AL-07 | Kukës       |
| AL-08 | Lezhë       |
| AL-09 | Dibër       |
| AL-10 | Shkodër     |
| AL-11 | Tiranë      |
| AL-12 | Vlorë       |